# Hell (James Brown)
Hell è il quarantunesimo album in studio del cantante statunitense James Brown, pubblicato nel 1974.

## Tracce
Side A
1. Coldblooded (James Brown, Pee Wee Ellis) – 4:45
2. Hell (Brown) – 5:03
3. My Thang (Brown) – 4:20
4. Sayin' It and Doin' It (Brown) – 3:05
5. Please, Please, Please (Remake) (Brown, John Terry) – 4:07

Side B
1. When the Saints Go Marchin' In (tradizionale) – 2:43
2. These Foolish Things (Remind Me of You) (Harry Link, Holt Marvell, Jack Strachey) – 3:14
3. Stormy Monday (T-Bone Walker) – 3:15
4. A Man Has to Go Back to the Cross Road Before He Finds Himself (Brown) – 2:52
5. Sometime (Brown, Bud Hobgood) – 4:15

Side C
1. I Can't Stand It '76' (Remake of I Can't Stand Myself (When You Touch Me)) (Brown) – 8:10
2. Lost Someone (Remake) (Brown, Bobby Byrd, Lloyd Stallworth) – 3:35
3. Don't Tell a Lie about Me and I Won't Tell the Truth on You (Brown, J. Maloy Roach) – 5:05

Side D
1. Papa Don't Take No Mess (Charles Bobbit, Brown, John Starks, Fred Wesley) – 13:51